# Бомбардировка Мариупольского театра
Бомбардиро́вка Мариу́польского теа́тра — разрушение Донецкого академического областного драматического театра в городе Мариуполь в результате бомбового авиаудара ВКС России 16 марта 2022 года. По утверждению украинских властей, театр служил бомбоубежищем для, ориентировочно, 600 или 1 300 гражданских лиц. 18 марта горсовет Мариуполя сообщил, что бомбоубежище под зданием театра уцелело и из него удалось вызволить около 130 человек. 25 марта в горсовете Мариуполя заявили, что, «по свидетельству очевидцев», при бомбардировке театра погибло около 300 человек. Информационное агентство Associated Press провело собственное расследование и пришло к выводу, что в результате авиаудара могло погибнуть до 600 человек. Международная правозащитная организация Amnesty International считает, что жертв было меньше в связи с начавшейся до этого эвакуацией из города.
13 апреля эксперты ОБСЕ заявили, что российские военные несут ответственность за бомбардировку Мариупольского театра, назвав это военным преступлением. 30 июня международная правозащитная организация Amnesty International пришла к такому же выводу. Годовой отчет HRW обращает внимание на бомбардировку Мариупольского театра, отметив, что «создание невыносимых условий для гражданского населения, как в случае с неоднократными ударами по энергетической инфраструктуре Украины, от которой зависит обеспечение людей электричеством, водой и теплом, судя по всему, является ключевой составляющей военной стратегии Москвы».

## Предыстория
28 февраля вооруженные силы России вместе с силами самопровозглашённой Донецкой Народной Республики осадили город Мариуполь. По оценке заместителя мэра Мариуполя Сергея Орлова, к середине марта от 80 до 90 % городских зданий было повреждено или разрушено.
Согласно расследованию Amnesty International, до 4 марта в театре укрывались около ста человек: в основном это были сотрудники театра, их семьи, а также люди, сбежавшие от боевых действий на левом берегу Мариуполя. Неофициальными руководителями театра стали художник по свету Евгения Забогонская и её муж — актёр Сергей Забогонский, которые укрывались в театре вместе со своей дочерью. 5 марта количество укрывавшихся в театре людей резко увеличилось, так как накануне текстовыми сообщениями и «сарафанным радио» распространилась информация, что будет открыт «официальный» гуманитарный коридор для эвакуации, и одной из точек сбора был назначен драмтеатр. В результате утром к театру прибыло, возможно, несколько тысяч человек. Однако через пару часов ожидания полиция и военные объявили, что эвакуация не состоится, так как гуманитарные коридоры не были согласованы, но сообщили, что в ближайшее время эвакуация всё-таки будет проведена. Многие жители близлежащих домов разошлись, а несколько сотен человек остались ждать в театре. Начиная с 5 марта люди ежедневно ждали или возвращались к театру в надежде на эвакуацию или новую информацию, а многие новоприбывшие были эвакуированы полицией, военными, волонтёрами и сотрудниками аварийных служб из районов ведения боевых действий. Так, 9 марта часть беременных и недавно родивших женщин, переживших бомбардировку роддома, были эвакуированы в театр.
10 марта на ютьюб-канале «Азова» появился ролик, снятый внутри театра. На нём видно, что в каждом помещении множество людей, в основном женщин и детей. В конце ролика сообщалось, что в театре находится более тысячи человек.
Согласно Amnesty International, из-за увеличившегося количества укрывавшихся людей в театре стало трудно найти безопасное место. Наиболее безопасными считались подвал под передним фасадом театра, зона между главным входом в театр и стеной зрительного зала (за исключением зоны прямо под большими окнами), а также комнаты и часть подвала рядом с задней частью театра. Наименее безопасными считались такие зоны как зрительский зал и сцена — из-за тонкой крыши и массивных люстр под потолком. Несмотря на это, людям приходилось размещаться и там, так как остальные места были переполнены. Полевая кухня размещалась рядом с театром.
Amnesty International написала, что начиная с 14 марта и вплоть до удара 16 марта количество людей в театре постепенно уменьшалось, что было связано с успехом «неофициальных» эвакуаций. Также сообщалось, что за несколько дней до бомбардировки поблизости театра провели как минимум два небольших авиаудара, однако неизвестно, были это промахи или целенаправленные удары. Первый удар пришелся по сосне рядом с полевой кухней театра, в результате чего несколько человек были ранены. Второй удар произошёл примерно в 2 часа ночи 16 марта. Многие люди покинули театр в связи с растущей угрозой. Отток людей привёл к тому, что оставшиеся смогли начать перебираться в более защищенные области театра.
На спутниковых снимках театра, сделанных 14 марта 2022 года, видно, что перед театром и позади него были две больших надписи «Дети», нанесённые с целью идентифицировать его как гражданское бомбоубежище с детьми.
16 марта (ещё до удара по театру) телеграм-канал замминистра информации ДНР Даниила Безсонова заявил, что якобы в театре находится штаб полка «Азов», а гражданских держат в заложниках. В пророссийских аккаунтах в соцсетях похожие ложные сообщения появлялись и в предшествующие дни. Amnesty International отмечает, что за несколько дней и во время удара ни в самом театре, ни рядом с ним не было значительного количества военных, и, соответственно, он не мог являться военной целью; по словам очевидцев, чаще всего военные в количестве от одного до двух человек ненадолго прибывали к театру для доставки продовольствия, эвакуации или распространения информации, а один или два раза военные приходили к жившим в театре родственникам, но ненадолго и никогда не оставались на ночь.

## Бомбардировка

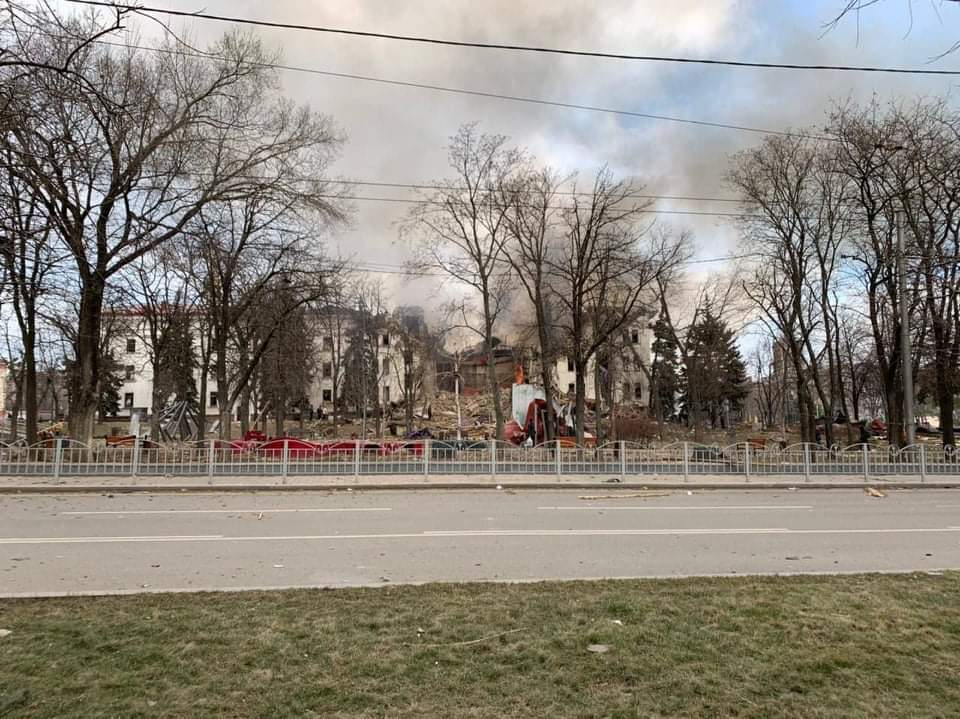
Фото разрушенного театра со стороны трассы (16 марта 2022)

Около 10 часов утра 16 марта 2022 года ВКС России нанесли бомбовые авиаудары по Драматическому театру Мариуполя и плавательному бассейну «Нептун». Amnesty International сообщила, что рядом с театром находились сотни гражданских.
Согласно расследованию Amnesty International, бомбы пробили крышу в восточной части театра и сдетонировали в зрительском зале, скорее всего, на уровне легкого настила сцены. Предполагается, что бомба не проникла на самый нижний уровень здания театра из-за взрывателя, который был установлен на взрыв при контакте или с небольшой задержкой. В результате взрыва были разрушены ближайшие внутренние стены, образующие крылья зрительского зала, и внешние несущие стены. Обвал кровли произошёл в основном в северо-восточной части здания; несущая конструкция крыши обвалилась и упала в зрительский зал, накрыв место взрыва.

## Обстоятельства
Международная правозащитная организация Amnesty International провела собственное расследование обстоятельств атаки, которое было опубликовано 30 июня. Согласно расследованию, на момент атаки обороной района театра занималась 56-я отдельная мотопехотная бригада Вооружённых сил Украины, а полк «Азов» в основном базировался в восточной части Мариуполя. У российских подразделений, которые вели наступление, был доступ к данным разведки, наблюдения и рекогносцировки в режиме реального времени, в том числе к постоянной видеосъемке с воздуха такими беспилотными аппаратами, как «Орлан-10». В самом театре в основном укрывались женщины, дети и пожилые люди, и массовое присутствие гражданских не могло остаться незамеченным для российских военных.

### Боеприпас
Независимые эксперты, которые были привлечены к расследованию Amnesty International, двумя анализами рассчитали мощность взрыва. Первый анализ, который заключался в исследовании кривой Джаррета математической модели взрыва, построенной по спутниковым снимках до и после разрушения, показал, что минимальная мощность взрыва составила от 400 до 800 килограммов в тротиловом эквиваленте. При втором анализе использовались данные локатора с синтезированной апертурой с пороговым коэффициентом отражения, которые были получены до и после бомбардировки, что позволило составить карту обломков. На её основе удалось определить эпицентр взрыва и траекторию обломков, а применение динамической модели баллистического движения обломков позволило определить энергию взрыва. В результате было определено, что минимальная мощность составляет 440 килограммов в тротиловом эквиваленте, с вероятностным диапазоном от 600 до 1200 килограммов.

#### Версия применения авиабомбы
Согласно выводам Amnesty International, скорее всего удар был нанесён двумя большими авиационными бомбами, сброшенными одновременно и упавшими рядом друг с другом в границах цели. Для свидетелей одновременная (или почти одновременная) детонация двух бомб звучала бы как один взрыв. Amnesty International допускают вероятность применения и одной бомбы, однако организация отметила, что свидетельств фактического применения россиянами бомб весом более 500 килограммов в ходе вторжения не было, что делает вариант с одной более мощной бомбой маловероятным.
Несмотря на то, что от российской авиации требовалось добиться точного попадания одновременно двух бомб в центр здания, вероятным считается применение неуправляемых авиационных бомб, так как размеры цели позволяли добиться необходимой точности, а Россия почти полностью отказалась от применения высокоточных бомб в конфликте. Пытаясь рассчитать вероятность точного попадания, Amnesty International отметила, что круговое вероятностное отклонение (КВО) для российских неуправляемых авиабомб не является очевидным, так как заявление Министерства обороны России о том, что модернизация прицельных и навигационных систем позволила снизить КВО неуправляемых бомб до менее чем 15 метров, вряд ли соответствует действительности. Обратившись вместо российских показателей к официальному заявленному КВО американской бомбы Mk 82, которое составляет 94,5 метра, Amnesty International пришла к выводу, что точное поражение драматического театра, размеры которого составляли 80 на 40 метров, сразу двумя бомбами должно было быть для пилота непростой, но выполнимой задачей.
Для использованной бомбы Amnesty International указала несколько кандидатов: ФАБ-500-М54, ФАБ-500-М62, и ОФАБ-500.

#### Версия применения крылатой ракеты
Из альтернативных версий наиболее вероятной Amnesty International считает применение для нанесения удара крылатых ракет. Так, боеголовки весом около 500 килограмм несут ракеты «Калибр», которые способны нести подводные лодки, и авиационные ракеты Х-55. Крылатые ракеты активно применялись в ходе конфликта, а их КВО составляет 3 метра. Однако по ряду причин Amnesty International в целом считает маловероятным применение в данном случае крылатых ракет.
Так, за первые месяцы войны российская армия демонстрировала неспособность обеспечения поддержки наземных наступательных операций ударами крылатых ракет в условиях общевойскового боя. Более того, крылатые ракеты в основном использовались Россией для поражения стратегических объектов, находившихся за сотни километров от мест проведения российскими силами наземных операций. Свидетельства же очевидцев указывают на то, что бои вокруг театра велись намного ближе к объекту, чем это когда-либо наблюдалось во время остальных ударов крылатыми ракетами. Кроме того, отмечается, что характер осколков, оставшихся от боеприпаса, соответствует скорее осколочной бомбе, а характерные обломки элементов оружейных систем ракеты не были обнаружены.
Анализ двух радиочастот в диапазоне 5-8 МГц, выделенных для общения российским стратегическим бомбардировщикам в дневное время суток и известных Amnesty International, указал на отсутствие активности в период с 7 утра до 12 часов дня. Организация отметила, что ей не удалось проверить более низкую частоту, использующуюся в ночное время суток, однако указала, что ограничения эффективности данной частоты в дневных условиях ионосферы делает использование данной радиочастоты маловероятным, так как восход солнца в Мариуполе 16 марта был около 5:40 утра. Также Amnesty International не смогла проверить записи остальных трёх частот, которые якобы использовались российскими бомбардировщиками для общения азбукой Морзе, однако за данными радиочастотами наблюдали интернет-пользователи, и отсутствие в открытых источниках записей радиопереговоров 16 марта указывает на то, что таких переговоров не было. Amnesty International подчеркнула, что этот радиоанализ основывается на перехватах высокочастотной радиосвязи за пределами Украины, и, таким образом, потенциально радиосвязь могла остаться скрытой из-за особенностей передачи и положения приёмных антенн. Также российские бомбардировщики могли использовать неизвестные Amnesty International радиочастоты, или не использовать радиосвязь вовсе.
Также отмечается, что характер объявления воздушных тревог в Украине в то утро свидетельствует о том, что украинские войска не обнаруживали стратегических бомбардировщиков или ракетных пусков с подлодок на юге или востоке страны.

### Цель
Amnesty International не удалось определить в пределах кругового вероятностного отклонения неуправляемой 500-килограммовой авиабомбы какой-либо другой цели, помимо театра, так как на спутниковых снимках, сделанных через несколько минут после удара, вокруг театра отсутствуют крупная бронированная техника, артиллерия, или какие-либо ещё крупные военные объекты. Выбор целью другого здания является маловероятным, так как из-за расположения построек ближайшие крупные здания находятся на расстоянии более ста метров от театра, что выходит за пределы кругового вероятностного отклонения. В случае же подтверждения версии применения для удара крылатой ракеты преднамеренность удара именно по театру будет однозначной.

#### Роль информационной кампании
За четыре дня до удара в пророссийских Телеграм-каналах появились сообщения о том, что полк «Азов» собирается провести провокацию в здании драмтеатра дабы обвинить в этом Россию. По мнению Amnesty International, такая точность предсказания имеет только следующие объяснения: российское должностное лицо сообщило первоисточнику о предстоящей атаке; первоисточник действительно получил информацию о готовящейся провокации, которая позже действительно состоялась; это было совпадение. Amnesty International указывает, что первоисточником сообщения был Дмитрий Стешин, который был охарактеризован «Форумом свободной России» как пропагандист «Комсомольской правды», попавший под санкции Украины. Далее Стешина процитировал пользователь Твиттера @elenaevdokimov7 в широко распространившемся сообщении. Сам @elenaevdokimov7 занимался продвижением конспирологических теорий о «провокациях», которые либо оказались полностью ложными, либо обвиняли украинскую армию в действиях, которые на самом деле совершили российские военные. Также @elenaevdokimov7 продвигал видеоролик за авторством дезинформационного проекта Главного управления Генерального штаба Вооружённых сил России. Amnesty International не смогла установить прямой связи между аккаунтом @elenaevdokimov7 и российскими спецслужбами, однако если в будущем расследовании связь будет установлена, это будет свидетельствовать о преднамеренности и предварительном планировании Россией удара по театру.

### Самолёт
Amnesty International предполагают, что скорее всего удар был нанесён российским многоцелевым истребителем, например, Су-25, Су-30, или Су-34, которые базируются на ближайших российских аэродромах и были часто задействованы над южной частью Украины. Стратегические бомбардировщики Ту-22 и Ту-95 применялись исключительно для запусков крылатых ракет за пределами Украины, и потому вряд ли такие самолёты участвовали в бомбардировке театра.
Мэр Мариуполя Петр Андрющенко обвинил в атаке на театр и в бомбардировке мариупольского роддома российский 960-й истребительный полк, базирующийся в захваченном Россией Крыму. Андрющенко также заявил об установлении личности командира полка, отдавшего приказ о бомбардировке.

### Неправдоподобные версии атаки
Amnesty International посчитала три альтернативные версии неправдоподобными:
- Нападение одной из сторон с применением более лёгких вооружений нереалистично в связи с тем, что театр был уничтожен одним ударом, а ни один из более лёгких боеприпасов, использовавшийся обеими сторонами конфликта в боях в Мариуполе и его окрестностях, и близко не имеет взрывной силы, необходимой для нанесения таких разрушений;
- Нападение украинских сил с использованием баллистических или крылатых ракет было отметено в связи с тем, что, согласно сообщениям, украинская боевая авиация в тот период совершала от 5 до 10 боевых вылетов, большинство из которых были боевыми воздушными патрулями, оснащёнными ракетами класса воздух—воздух, против 200—300 вылетов российской авиации, а единственная доступная Украине баллистическая ракета «Точка-У» применялась для очень небольшого количества ударов, каждый раз используя одну ракету;
- Версия Министерства обороны России о том, что взрыв был результатом провокации бойцов полка «Азов», разрушивших театр изнутри, могла бы быть достоверной только в случае размещения внутри здания не менее 400—800 килограммов взрывчатки. Такое количество тротила заняло бы объём примерно в один кубический метр. При этом взрывчатка должна была быть размещена на сцене или над ней без ведома гражданских, укрывавшихся в театре и зрительском зале непосредственно. Размещение же взрывчатки снаружи не соответствует характеру разрушений.

## Количество жертв
16 марта заместитель мэра Мариуполя Сергей Орлов заявил «Би-би-си», что в подвале театра находились от 1000 до 1200 мирных жителей. 17 марта украинские власти сообщили, что бомбоубежище в подвале театра уцелело после бомбардировки и что многие люди оказались в ловушке под обломками рухнувшего здания. Продолжавшиеся в этом районе бои осложнили спасательные работы. 18 марта горсовет Мариуполя сообщил, что из разбомбленного театра удалось спасти около 130 человек, до сих пор нет информации о более чем 1000 прочих, укрывавшихся в театре. 25 марта горсовет Мариуполя объявил, что погибли как минимум 300 человек, а всего в театре на момент бомбардировки находилось около 1300 человек. Как отметил журнал Time, после заявлений украинских властей осталось неясно, завершились ли поисково-спасательные работы, и каким образом очевидцы пришли к заключению, что погибло такое огромное количество людей[значимость факта?]. 4 мая издание Associated Press опубликовало собственное расследование, согласно которому число жертв авиаудара достигает 600 человек, хотя точное число погибших установить невозможно. В конце лета 2022 года в беседах с журналистом The New York Times выжившие после атаки оценивали количество погибших в 60—200 человек. Журналист отмечает, что заслуживающий доверия подсчёт жертв, как и какое-либо расследование, невозможны, пока Мариуполь занят РФ.
23 апреля советник мэра Мариуполя Петр Андрющенко заявил, что россияне достают погибших из-под завалов театра и отвозят в братскую могилу в посёлке Мангуш.
По итогам расследования Amnesty International заявила, что количество жертв было намного меньше, чем сообщалось ранее различными источниками. Организация сообщила, что, опираясь на свидетельства очевидцев и информацию из других источников, точно установлена гибель не менее десяти человек. Amnesty International отмечает, что подсчёт даже приблизительного количества пострадавших и погибших довольно сложен, так как доступ к руинам театра сначала был сильно осложнён ведением в районе боевых действий, а позже, согласно сообщениям, — оцеплением российскими войсками территории театра, что не позволило жителям и независимым журналистам беспрепятственно дойти к разрушенному зданию. Сообщалось, что экстренные службы ДНР и России сразу же расчистили территорию бульдозером и вывезли тела без идентификации личностей погибших. По словам Дмитрия Пласкина, посетившего театр примерно через неделю после удара, он разговаривал там с сотрудником МЧС ДНР, который сказал ему, что каждый день выкапывают по 3-4 тела. Реестры укрывавшихся в театре людей, составленные волонтёрами, скорее всего были уничтожены в результате атаки.
В июле чиновник прокуратуры ДНР подтвердил гибель 14 человек, продолжив при этом продвигать несостоятельную теорию о «внутреннем взрыве».

## Реакция

### Украина
В городском совете Мариуполя заявили, что российские войска «целенаправленно и цинично уничтожили драматический театр в самом сердце Мариуполя», а «единственной целью российской армии является геноцид украинского народа». Президент Украины Владимир Зеленский также обвинил Россию в том, что «на здание полное людей была сброшена сверхмощная бомба». В «Азове» заявили, что российские военные знали, что театр полон людей, поскольку «это было официально определённое место [сбора беженцев]».

### Международная общественность
17 марта министр культуры Италии Дарио Франческини предложил правительству Украины восстановить театр за счёт итальянской стороны.
13 апреля эксперты ОБСЕ выпустили доклад, в котором пришли к выводу, что российские военные ответственны за обстрел роддома и драматического театра в Мариуполе, расценив это как «вопиющие нарушения» международного гуманитарного права и военные преступления.
30 июня международная правозащитная организация Amnesty International опубликовала собственное расследование. Организация пришла к выводу, что российские войска преднамеренно атаковали гражданских, совершив очевидное военное преступление.

### Освещение и реакция в России
Министерство обороны Российской Федерации заявило, будто здание не рассматривалось войсками РФ в качестве цели, 16 марта по наземным целям авиаудары не наносились, а во взрыве обвинило полк «Азов». В открытых источниках были опубликованы свидетельства, противоречащие утверждениям Минобороны РФ.
Например, имеются свидетельства авиабомбардировки 16 марта другого объекта в Мариуполе (бассейна «Нептун»), а опубликованная «Азовом» 10 марта видеосъёмка из театра не подтверждает утверждения российской стороны о наличии «заложников»: очевидно, что люди там укрылись и им помогают. Кроме того, заявление минобороны России, что театр был заминирован и взорван изнутри, не совпадает с заявлением подконтрольного Кремлю главы милиции ДНР о том, что театр был расстрелян танками. Если театр был взорван изнутри, непонятно, каким образом военнослужащие «Азова» могли заложить взрывчатку в здании с огромным количеством мирных жителей, оставаясь незамеченными. Единственным доказательством того, что в театре присутствовали какие-либо военнослужащие полка «Азов», является видео, которое сам полк разместил в сети 10 марта. На нём видно, как местный житель сопровождает бойца полка по территории театра, объясняя, что внутри находятся гражданские лица, и обсуждая их нужды. На видео нет доказательств того, что в театре находилось большое количество военных или какой-либо военной техники.

## Квалификация военного преступления
Правозащитная организация Amnesty International в своём расследовании пришла к выводу, что удар по театру был преднамеренным, так как театр был крупным и хорошо заметным объектом, вокруг него была примерно 100-метровая зелёная зона, которую окружала широкая дорога, а удар был нанесён ясным утром. При этом бомба попала непосредственно в здание, а никаких военных объектов в районе театра обнаружено не было. Российские войска вряд ли могли не знать о том, что театр является гражданским объектом, так как статус здания был чётко и ясно понятен обеим сторонам конфликта. Например, как минимум за три дня до удара на земле перед передним и задним входами в театр по-русски было написано слово «ДЕТИ» достаточно крупными буквами, чтобы эти знаки можно было легко увидеть с пролетающего самолёта. Массовое присутствие гражданских также не могло остаться незамеченным для российских войск, так как ежедневная активность даже прятавшихся внутри людей была хорошо заметна, а присутствие военных было незначительно: военной техники рядом с театром не было, из него не вёлся огонь, а военнослужащие не укрывались в нём регулярно; немногочисленные военнослужащие, нерегулярно посещавшие театр, в основном занимались гуманитарными вопросами, изредка военнослужащие приходили навестить членов семьи. Amnesty International отмечает, что такое проявление активности со стороны военных никаким образом не приводит к потере гражданского характера объекта.
Исходя из этих фактов, Amnesty International сделала вывод, что атака является военным преступлением. Организация отмечает, что нет оснований полагать, что российские войска добросовестно выполняли международные обязательства по гуманитарному праву по принятию мер предосторожности, чтобы убедиться в том, что гражданские лица и гражданские объекта не подвергаются нападению. То есть невозможно объяснение удара тем, что российские войска ошибочно приняли театр за законную военную цель после выполнения всех мер предосторожности. Любой вывод о том, что театр являлся допустимой военной целью, требовал бы допустить, что при оценке ситуации были совершены ошибки, которые являлись бы результатом не просто неосторожности (или грубой неосторожности), что, хоть и является нарушением международного гуманитарного права, но не равносильно военному преступлению; скорее виновные должны были бы действовать безрассудно, осознанно игнорируя вероятные последствия удара по гражданскому объекту. Такое безрассудство было бы военным преступлением как согласно обычному международному праву, так и, возможно, согласно Римскому статуту.
Amnesty International допускает теоретическую вероятность того, что, несмотря на невозможность законной оценки театра как военной цели, удар российскими войсками мог наноситься по находившимся внутри украинским военнослужащим. В таком случае речь идёт о несоразмерности атаки, так как неправдоподобно, что с учётом имеющихся свидетельств российские военные могли найти или ошибочно принять что-либо внутри театра за военную цель, которая не может быть уничтожена или нейтрализована другими средствами и без предупреждения гражданских. Такое несоразмерное нападение является военным преступлением.
Третий вариант, допускаемый Amnesty International, заключается в том, что театр не был целью удара, а пострадал от применения неизбирательного оружия. Такой случай также является военным преступлением, так как в ходе неизбирательного нападения погибли гражданские. Однако организация отмечает, что с учётом географической изоляции театра от других объектов, нет оснований полагать, что целью было что-то другое.
Четвёртый вариант предполагает, что театр не был целью, и попал под удар ошибочно. Согласно международному праву, ошибочный удар может считаться законным, если командир намеревался нанести удар по законной цели, а использованные средства и методы соответствовали намеченной цели. Соответственно, в случае удара по драмтеатру необходимо, чтобы в пределах области, равной или очень близкой круговому вероятностному отклонению 500-килограммовой авиабомбы или крылатой ракеты, находился военный объект. Географическая изоляция театра делает такой промах чрезвычайно маловероятным, а ошибка пилота крайне сомнительна из-за характерного облика постройки. Кроме того, свидетельства и спутниковые снимки указывают на то, что вокруг театра во время нападения не было военной активности, а проходившие в это время бои не были столь близки к театру, чтобы объяснить промах ими. Amnesty International отмечает, что даже если бы поблизости были военные цели, российские войска всё равно должны были бы принять меры предосторожности, «чтобы избежать случайных потерь жизни среди гражданского населения, ранения гражданских лиц и случайного ущерба гражданским объектам или, во всяком случае, свести их к минимуму», а такие меры, скорее всего, не были приняты вовсе.
Таким образом, согласно выводу Amnesty International, даже если предполагать, что целью удара был другой объект, нанесение удара по театру предполагает невыполнение мер предосторожности российскими войсками, которые необходимы, чтобы убедиться, что под удар не попадёт гражданский объект. Соответственно, при таких обстоятельствах удар также является военным преступлением и согласно международному праву, и, возможно, согласно Римскому статуту.

### Ликвидация улик
24 декабря 2022 года оккупационные власти Мариуполя начали сносить разбомбленный Драматический театр.